# Johannes Bulle
Johannes Bulle (Brema, ... – ...; fl. XV secolo) è stato un tipografo tedesco attivo a Roma fra il 1477 e il 1479.
Il suo nome compare nei registri del Collegio teutonico di Roma del 1477, associato alla professione di "stampator librorum". Sul frontespizio di alcuni libri è indicato come "Iohannes Bremer alias Bulle" e "Johannes Bremer".
Faceva parte dei pionieri degli stampatori a Roma, che fino all'inizio del XVI secolo, erano quasi tutti tedeschi: fra questi vi erano Sweynheim e Pannartz, Vitus Puecher, Ulrich Han, Daniele di Argentina, Georg Herolt, Bartholomaeus Guldinbeck. Probabilmente l'attività di Johannes Bulle, ebbe inizio nella bottega comune a diversi tipografi, indicata "apud S. Marcum" o "Appresso al Palazzo di S. Marco".

## Opere
Le opere di Bulle note risalgono agli anni 1478 e 1479: ma in genere mancano nei libri l'anno e il luogo di edizione e l'attribuzione a Bulle delle edizioni è possibile solo con il confronto dei caratteri di stampa.
Tra le sue edizioni sono importanti:
- Clementis PP. V Constitutiones cum Commentario Iohannis Andreae
- Iohannis PP. XXII Decretales extravagantes cum Commentario Iosselini de Cessanis
- Manipulus curatorum di Guy de Montrochen (1478)
- Miracoli della Vergine Maria (1478)
- Coniurationis pactianae commentarium del Poliziano

Johannes Bulle fu anche stampatore di edizioni popolari, manualetti, poesie di occasione o atti ufficiali, fra cui si ricordano:
- La Sfera, poemetto attribuito a Gregorio Dati
- Speculum Ecclesiae, seu Expositio Missae di Hughes de Saint-Cher
- Somnia Danielis prophetae
- Oratio ad Lucenses di Nicola Capponi
- Oratio in funere Francisci Cauriensis di Pietro Ranzano (1479)
- Oratio in funere Bernardi Heruli cardinalis Spoletani (1479)
- Bullae de revocatione beneficii (1479)
- Formularium procuratorum Romanae Curiae (1479)
- Taxae Cancellariae Apostolicae (1479).